# Karen Sasahara
Karen Hideko Sasahara (Cambridge, 1959), membro do Serviço de Relações Exteriores, é uma diplomata americana que serviu como Cônsul Geral em Jerusalém até que a Embaixada dos Estados Unidos em Israel se mudou para Jerusalém e o Consulado dos Estados Unidos foi fechado. Como Cônsul Geral, ela era a pessoa indicada para o Departamento de Estado da Autoridade Palestina. Sua próxima atribuição foi Chargé d'Affaires, na Embaixada dos Estados Unidos em Amã desde março de 2019.
Nasceu em Cambridge, filha do Dr. Arthur A. Sasahara e criado na área de Boston, Sasahara tem mestrado em Estudos do Oriente Médio pela Universidade George Washington e bacharelado em Relações Internacionais pela Universidade de Wisconsin-Milwaukee. Em 1989, ela atuou como oficial política e econômica no Consulado Geral dos Estados Unidos em Jedda, Arábia Saudita.

## Vida pessoal
Ela é casada com o colega diplomata Michael Ratney.